# Macarena Cabrillana
Dit is een Spaanse naam; Cabrillana is de vadernaam en Sanhueza is de moedernaam.
Macarena Andrea Cabrillana Sanhueza (Recoleta, 31 maart 1992) is een rolstoeltennisspeelster uit Chili. Cabrillana speelt rechtshandig.

## Medische voorgeschiedenis
Cabrillana werd geboren zonder afwijkingen. Op zestienjarige leeftijd deed zij een poging tot zelfmoord door vanaf de vijfde verdieping van een gebouw naar beneden te springen. Zij overleefde de val maar hield er wel een dwarslaesie ter hoogte van lendenwervel L3 aan over. Sindsdien kan zij niet meer lopen, ondanks langdurige behandeling in het ziekenhuis. In het revalidatie-instituut Teletón maakte zij kennis met rolstoeltennis, werd zij getraind door Doris Gildemeister (zuster van de Chileense tennisser Hans Gildemeister) en ontdekte zij dat zij in deze sport haar toekomst zag liggen.

## Loopbaan
Bij de junioren bereikte Cabrillana de achtste plaats op de wereldranglijst van de ITF (april 2010).
Bij de volwassenen won Cabrillana onder meer het Copa Guga Kuerten-toernooi in Brazilië in 2012 en het Argentina Open in 2013 en 2014.
Cabrillana vertegenwoordigde Chili op de Paralympische spelen van 2016 in Rio de Janeiro en die van 2020 in Tokio.
Cabrillana veroverde de zilveren medaille op de 2019-editie van de Parapan American Games in Lima (Peru), waar zij in de finale door de Colombiaanse Angélica Bernal werd verslagen.
Op het French Riviera Open in 2020 (een hooggeklasseerd graveltoernooi van categorie ITF-1) versloeg zij in de enkelspelfinale de Nederlandse Jiske Griffioen, terwijl zij daar ook in het dubbelspel de titel greep, met de Britse Lucy Shuker aan haar zijde.
In 2021 bereikte Cabrillana de eindstrijd op het Spaanse toernooi VIII ITF Wheelchair Fundación Emilio Sánchez Vicario, waar zij nogmaals ten koste van Griffioen de titel opeiste.
In 2021 had Cabrillana haar grandslamdebuut op het Australian Open. Zij won haar eerste grandslampartij op het dubbelspeltoernooi van Roland Garros in 2022, samen met Française Emmanuelle Mörch.

## Persoonlijk
Cabrillana is actief in het bestrijden van het taboe op spreken over depressies en andere geestelijke gezondheidsproblemen, niet alleen in Chili maar in Zuid-Amerika in het algemeen. Zij wil daar bekend maken dat het 'maar' een ziekte is, en dat je met medische, psychologische en/of psychiatrische behandeling gewoon door kunt leven.

## Resultaten grandslamtoernooien
| Legenda | Legenda                          |
| ------- | -------------------------------- |
| g.t.    | geen toernooi gehouden           |
| l.c.    | lagere categorie                 |
| –       | niet deelgenomen                 |
| G       | uitgeschakeld in de groepsfase   |
| 1R      | uitgeschakeld in de eerste ronde |
| 2R      | uitgeschakeld in de tweede ronde |
| 3R      | uitgeschakeld in de derde ronde  |
| 4R      | uitgeschakeld in de vierde ronde |
| KF      | uitgeschakeld in de kwartfinale  |
| HF      | uitgeschakeld in de halve finale |
| F       | de finale verloren               |
| W       | het toernooi gewonnen            |
| w-v     | winst/verlies-balans             |

### Enkelspel
- De kwartfinale is doorgaans de eerste ronde.

| toernooi        | 2021 | 2022 | 2023 |
| --------------- | ---- | ---- | ---- |
| Australian Open | KF   | –    | 1R   |
| Roland Garros   | –    | 1R   | 1R   |
| Wimbledon       | –    | –    |      |
| US Open         | –    | 1R   |      |

### Dubbelspel
- De halve finale is doorgaans de eerste ronde.

| toernooi        | 2021 | 2022 | 2023 |
| --------------- | ---- | ---- | ---- |
| Australian Open | HF   | –    | 1R   |
| Roland Garros   | –    | HF   | 1R   |
| Wimbledon       | –    | –    |      |
| US Open         | –    | KF   |      |